# Compostela (Cebu)
Compostela é um município de  terceira classe de renda municipal (d) na província Cebu, nas Filipinas. De acordo com o censo de 1 de maio  de  2020 possui uma população de 55 874 pessoas e 13 612 domicílios.